# Ханс фон Ахен
Ханс фон Ахен (Келн, 1552 — Праг, 4. март 1615) је био немачки сликар и цртач епохе маниризма. Име је добио по месту рођења свога оца, Ахену у Немачкој. Иако је Ханс фон Ахен своје уметничко образовање стекао код холандског сликара портрета у Келну на њега су пресудно утицала дела Коређа, Тинторета и Микеланђела које је упознао у периоду од 1574. до 1588. године за време свог боравка у Италији.
Од 1590. године радио је портрете на двору војводе Вилхелма Франца фон Бајерна у Минхену. Године 1660. постављен је за дворског сликара цара Рудолфа II у Прагу. Осим његових олтарских слика познате су пре свега његове митолошке и алегоријске слике у маниристичком стилу као на пример Победа истине под заштитом правде 1598. године.
Умро је 1615. у Прагу.